# Félix Torres
Felix Eduardo Torres Caicedo (San Lorenzo, 11 de janeiro de 1997) é um futebolista equatoriano que atua como zagueiro. Atualmente joga pelo Corinthians.

## Carreira

### Início

#### Barcelona de Guayaquil
Começou sua carreira na LDU Portoviejo antes de assinar com o Barcelona de Guayaquil em dezembro de 2016, em um contrato inicial de empréstimo de um ano. Fez sua estreia pelo time na vitória por 2-1 sobre o Macará em 2 de julho e marcou seu primeiro gol na vitória sobre o Guayaquil City F.C. em 5 de novembro. Duas semanas depois, foi contratado definitivamente pelo clube em novembro de 2017, tendo feito seis partidas durante seu período de empréstimo, assinando um contrato de seis anos.

### Santos Laguna
Em julho de 2019, Torres foi transferido para o clube mexicano Santos Laguna, seguindo o seu antigo treinador do Barcelona, Guillermo Almada, que assumiu o comando da equipe. Estreou pelo clube mexicano em 11 de agosto de 2019. Em outubro de 2019, Torres foi punido por indisciplina pelo clube e ficou sem jogar.
Marcou seu primeiro gol com a camisa do Santos Laguna em 14 de março de 2021, na vitória por 1-0 contra o Tijuana, no Estádio Caliente, pela Liga MX. Em 12 de janeiro de 2024, se despediu do clube de Torreón.

### Corinthians
Em 14 de janeiro de 2024, foi anunciado pelo Corinthians com contrato até 2027. O clube adquiriu 80% dos direitos econômicos do atleta por 6,5 milhões de dólares. Em 20 de janeiro de 2024, foi apresentado no Parque São Jorge. Fez a sua estreia com a camisa do Corinthians em 21 de janeiro, na vitória por 1-0 contra o Guarani, na Neo Química Arena, pelo Campeonato Paulista 2024.
Encerrou sua primeira temporada, com uma lesão no músculo anterior da coxa direita de 2º grau. Ele se machucou na data Fifa de novembro, defendendo a seleção do Equador, e passou os últimos jogos do Brasileiro em tratamento no departamento médico. Félix Torres foi o quarto atleta que mais atuou pelo Corinthians em 2024, com 52 jogos (48 como titular) e 4.274 minutos.  Em 27 de março de 2025, sagrou-se campeão do Campeonato Paulista 2025 após o empate contra o Palmeiras por 0x0, porém o jogo de ida o Corinthians venceu por 1-0.

## Seleção equatoriana

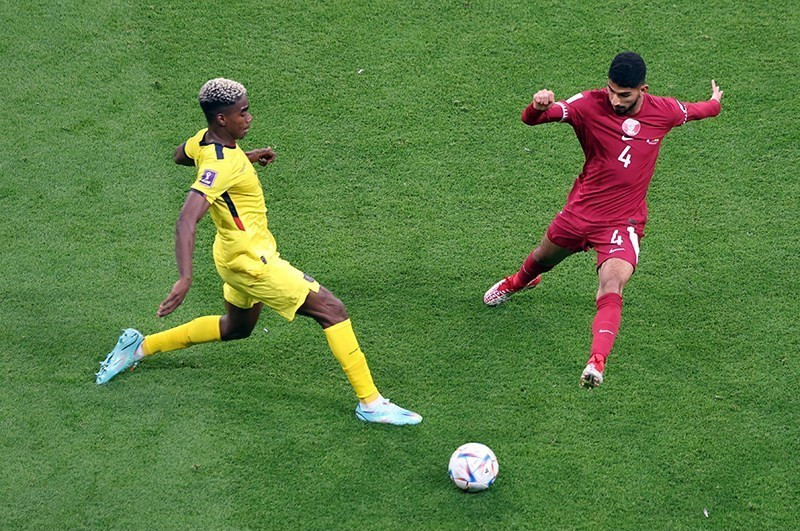
Torres atuando pela Seleção do Equador durante a Copa do Mundo de 2022

### Sub-20
Depois de jogar pelo Equador na Copa do Mundo Sub-20 da FIFA 2017, Torres foi convocado para a seleção nacional em fevereiro de 2017, mas não jogou.

### Seleção principal
Em fevereiro de 2017, foi convocado pela primeira vez para a Seleção Equatoriana, para disputar um amistoso contra Honduras. Em 20 de agosto de 2019, foi novamente chamado. Em 10 de junho de 2021, foi convocado para a Copa América 2021. Em novembro de 2022, foi convocado para a Copa do Mundo FIFA 2022, disputando as três partidas de seu país, já que foi eliminado na fase de grupos. Em 30 de agosto de 2024, foi convocado para os jogos contra o Brasil e Peru pelas Eliminatórias Sul-Americanas da Copa do Mundo FIFA 2026.

## Estatísticas
Atualizadas até 03 de agosto de 2025. 
| Clube             | Temporada         | Campeonato nacional | Campeonato nacional | Campeonato nacional | Copa nacional[a] | Copa nacional[a] | Copa nacional[a] | Competições continentais[b] | Competições continentais[b] | Competições continentais[b] | Outros torneios[c] | Outros torneios[c] | Outros torneios[c] | Total | Total | Total   |
| Clube             | Temporada         | Jogos               | Gols                | Assist.             | Jogos            | Gols             | Assist.          | Jogos                       | Gols                        | Assist.                     | Jogos              | Gols               | Assist.            | Jogos | Gols  | Assist. |
| ----------------- | ----------------- | ------------------- | ------------------- | ------------------- | ---------------- | ---------------- | ---------------- | --------------------------- | --------------------------- | --------------------------- | ------------------ | ------------------ | ------------------ | ----- | ----- | ------- |
| LDU Portoviejo    | 2016              | 25                  | 0                   | 0                   | —                | —                | —                | —                           | —                           | —                           | —                  | —                  | —                  | 25    | 0     | 0       |
| LDU Portoviejo    | Total             | 25                  | 0                   | 0                   | —                | —                | —                | —                           | —                           | —                           | —                  | —                  | —                  | 25    | 0     | 0       |
| Barcelona SC      | 2017              | 6                   | 1                   | 0                   | —                | —                | —                | —                           | —                           | —                           | —                  | —                  | —                  | 6     | 1     | 0       |
| Barcelona SC      | 2018              | 27                  | 1                   | 0                   | —                | —                | —                | —                           | —                           | —                           | —                  | —                  | —                  | 27    | 1     | 0       |
| Barcelona SC      | 2019              | 8                   | 2                   | 0                   | 1                | 0                | 0                | 2                           | 0                           | 0                           | —                  | —                  | —                  | 11    | 2     | 0       |
| Barcelona SC      | Total             | 41                  | 4                   | 0                   | 1                | 0                | 0                | 2                           | 0                           | 0                           | —                  | —                  | —                  | 44    | 4     | 0       |
| Santos Laguna     | 2019–20           | 13                  | 0                   | 0                   | 7                | 0                | 0                | —                           | —                           | —                           | —                  | —                  | —                  | 20    | 0     | 0       |
| Santos Laguna     | 2020–21           | 27                  | 1                   | 0                   | 2                | 0                | 0                | —                           | —                           | —                           | —                  | —                  | —                  | 29    | 1     | 0       |
| Santos Laguna     | 2021–22           | 34                  | 3                   | 0                   | —                | —                | —                | —                           | —                           | —                           | 1                  | 0                  | 0                  | 35    | 3     | 0       |
| Santos Laguna     | 2022–23           | 34                  | 3                   | 0                   | 2                | 0                | 0                | —                           | —                           | —                           | —                  | —                  | —                  | 36    | 3     | 0       |
| Santos Laguna     | 2023–24           | 18                  | 5                   | 0                   | —                | —                | —                | —                           | —                           | —                           | —                  | —                  | —                  | 18    | 5     | 0       |
| Santos Laguna     | Total             | 126                 | 12                  | 0                   | 11               | 0                | 0                | —                           | —                           | —                           | 1                  | 0                  | 0                  | 138   | 12    | 0       |
| Corinthians       | 2024              | 22                  | 0                   | 0                   | 9                | 0                | 0                | 10                          | 0                           | 0                           | 11                 | 0                  | 0                  | 52    | 0     | 0       |
| Corinthians       | 2025              | 8                   | 0                   | 0                   | 1                | 0                | 0                | 6                           | 1                           | 0                           | 10                 | 0                  | 0                  | 25    | 1     | 0       |
| Corinthians       | Total             | 30                  | 0                   | 0                   | 10               | 0                | 0                | 16                          | 1                           | 0                           | 21                 | 0                  | 0                  | 77    | 1     | 0       |
| Total na carreira | Total na carreira | 222                 | 16                  | 0                   | 22               | 0                | 0                | 18                          | 1                           | 0                           | 22                 | 0                  | 0                  | 284   | 17    | 0       |

- a. ^ Jogos da Copa do Equador, Copa México, Copa das Ligas e Copa do Brasil
- b. ^ Jogos da Copa Libertadores e Copa Sul-Americana
- c. ^ Jogos da Copa dos Campeões da CONCAF e Campeonato Paulista

## Títulos
Corinthians
- Campeonato Paulista: 2025[carece de fontes?]